# Карлос Монсон
Ка́рлос Ро́ке Монсо́н (ісп. Carlos Roque Monzón; *7 серпня 1942 — †8 січня 1995) — аргентинський професійний боксер, який з 1970 по 1977 роки мав титул чемпіона світу у середній вазі, який успішно захищав 14 разів. Вважається одним з найвидатніших аргентинських спортсменів.
Завершив професійну кар'єру 1977 року. 1989 року був засуджений за вбивство власної дружини на 11 років тюрми. 1995 року загинув в автокатастрофі.